# Woda gazowana

Pęcherzyki CO_{2} w wodzie sodowej

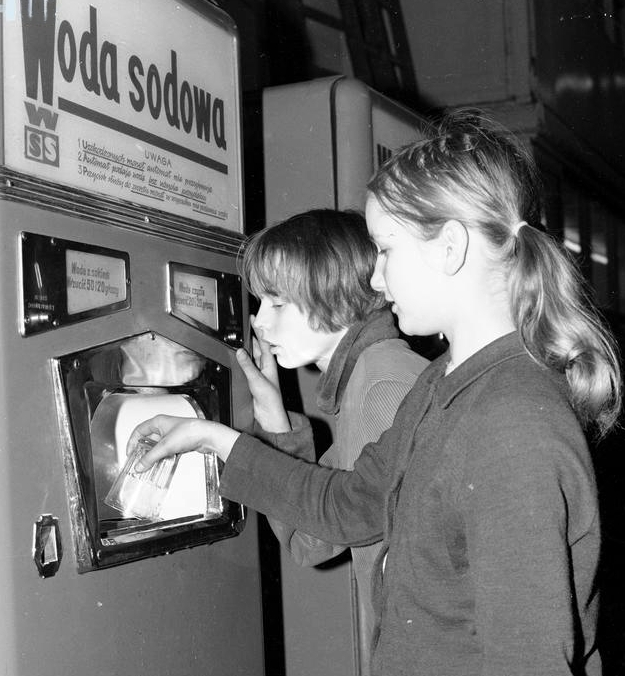
Saturator należący do Spółdzielni Spożywców „Społem” przy ulicy Koszykowej w Warszawie (1969)

Woda gazowana, woda sodowa – woda pitna sztucznie nasycona dwutlenkiem węgla.
Została wytworzona po raz pierwszy około połowy XVIII wieku przez chemików (źródła podają różne nazwiska, na przykład Joseph Priestley, Johann Jacob Schweppe), którzy przepuszczali przez wodę dwutlenek węgla otrzymywany z sody i kwasu. Stąd dla określenia tego napoju z bąbelkami przyjęła się nazwa „woda sodowa”, która jednak nie ma nic wspólnego z obecnością w nim sodu.
Z chemicznego punktu widzenia woda gazowana jest wodnym roztworem kwasu węglowego oraz kationów metali (wapnia, magnezu, sodu, potasu) i anionów (głównie wodorowęglanowych, siarczanowych, chlorkowych). W smaku jest lekko kwaśna.
Woda sodowa cieszyła się niegdyś wielką popularnością. Pijalnie wody sodowej znajdowały się nawet na lotniskowcach. W Polsce w czasach powojennych popularnością cieszyły się uliczne saturatory. Syfony były na wyposażeniu prawie każdego polskiego gospodarstwa domowego. W pewnym okresie nawet modne było pokazywanie się na ulicach ze szklanym syfonem.
Uważa się, że woda gazowana lepiej gasi pragnienie niż woda niegazowana. Ma to związek z dwutlenkiem węgla, którym nasyca się wodę. Powoduje on jej musowanie, co w czasie picia daje złudzenie chłodu i orzeźwienia. Nie ma dowodów na szkodliwość spożycia wody gazowanej, jednak ze względu na stymulację produkcji kwasu solnego w żołądku, u osób z nadkwasotą może występować zgaga i inne nieprzyjemne objawy.

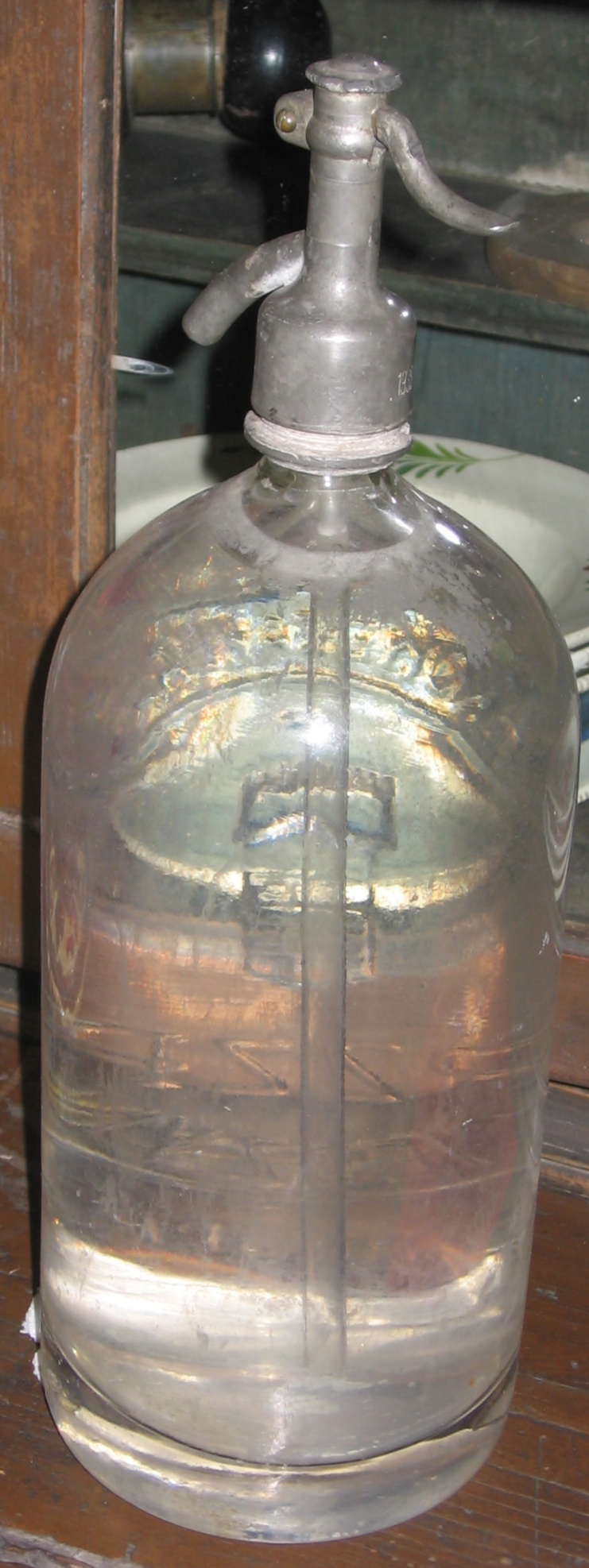
Szklany syfon z wodą sodową. Tego typu butle ciśnieniowe wymagają napełniania za pomocą specjalnych urządzeń.